# Forest (Contea di Vernon, Wisconsin)
Forest è un comune degli Stati Uniti, situato in Wisconsin, nella Contea di Vernon.